# Marcelo Trivisonno
Marcelo Angel Trivisonno (* 8. Juni 1966 in Rosario) ist ein ehemaliger argentinischer Fußballspieler.

## Karriere
Trivisonno begann seine Profilaufbahn 1987 beim argentinischen Erstligisten Rosario Central. Im Jahr 1992 unterschrieb Trivisonno einen Vertrag beim japanischen Erstligisten Urawa Red Diamonds. Für Urawa bestritt er insgesamt 26 Erstligaspiele. 1994 kehrte er nach Argentinien zurück. Hier spielte er bis 1999 für Douglas Haig, Atlético Tucumán und Olimpo de Bahía Blanca. Ende 1999 beendete er seine Karriere als Fußballspieler.